# Ван дер Гейнст, Иоханна
Иоханна ван дер Гейнст (нидерл. Johanna van der Gheynst; 1500 — 15 декабря 1541) — мать Маргариты Пармской. Будучи горничной Шарля де Лалена, губернатора Ауденарде, забеременела от императора Карла V в 1521 году во время его шестинедельного пребывания в городе (при осаде Турне).
Вскоре после этого она покинула замок бургундских Лаленов и переехала к своему дяде по материнской линии, жившему неподалёку от Ауденарде. В июле 1522 года Иоханна родила дочь, которая была названа Маргаритой в честь Маргариты Австрийской, тётки Карла.
Через два года после рождения дочери она вышла замуж за Яна ван ден Дейке и родила тому девятерых детей. Её первая дочь с 1531 года воспитывалась в Брюсселе при дворе Марии Австрийской, бывшей штатгальтером испанских Нидерландов.